# Kabinett Sampson
Das Kabinett Nikos Sampson wurde in der Republik Zypern am 16. Juli 1974 von Staatspräsident Nikos Sampson nach dem Sturz von Erzbischof Makarios III. gebildet und löste das Kabinett Makarios V ab. Es blieb nur eine Woche im Amt und wurde nach dem Rücktritt von Sampson am 23. Juli 1974 vom Kabinett Glafkos Klerides abgelöst.

## Minister
Dem Kabinett gehörten folgende Minister an:
| Amt                                                   | Amtsinhaber          | Beginn der Amtszeit | Ende der Amtszeit |
| ----------------------------------------------------- | -------------------- | ------------------- | ----------------- |
| Staatspräsident                                       | Nikos Sampson        | 16. Juli 1974       | 23. Juli 1974     |
| Außenminister                                         | Demis Dimitriou      | 16. Juli 1974       | 23. Juli 1974     |
| Justizminister                                        | Kostas Adamides      | 16. Juli 1974       | 23. Juli 1974     |
| Innenminister und Verteidigungsminister               | Pantelis Dimitriou   | 16. Juli 1974       | 23. Juli 1974     |
| Bildungsminister                                      | Panajotis Dimitriou  | 16. Juli 1974       | 23. Juli 1974     |
| Gesundheitsminister                                   | Odysseus Ioannides   | 16. Juli 1974       | 23. Juli 1974     |
| Minister für Landwirtschaft und natürliche Ressourcen | Andreas Neokleous    | 16. Juli 1974       | 23. Juli 1974     |
| Minister für Kommunikation und öffentliche Arbeiten   | Kyriakos Saveriadis  | 16. Juli 1974       | 23. Juli 1974     |
| Minister für Arbeit und Sozialversicherung            | Giannakis Drousiotis | 16. Juli 1974       | 23. Juli 1974     |